# Warnstorfia pseudosarmentosa
Warnstorfia pseudosarmentosa är en bladmossart som beskrevs av Tuomikoski och T. Koponen 1979. Warnstorfia pseudosarmentosa ingår i släktet fattigkrokmossor, och familjen Amblystegiaceae. Inga underarter finns listade i Catalogue of Life.